# Ilex knucklesensis
Ilex knucklesensis är en järneksväxtart som beskrevs av D. Philcox. Ilex knucklesensis ingår i släktet järnekar, och familjen järneksväxter. Inga underarter finns listade i Catalogue of Life.